# まいてつ
『まいてつ』は、2016年3月25日にLoseより発売されたPC用18禁恋愛アドベンチャーゲーム。Loseの第3作目。
家庭用ゲーム機版の『まいてつ -pure station-』も制作され、PlayStation 4版がヴューズより2018年7月26日に、Nintendo Switch版がCIRCLE Entertainmentより2020年1月16日に発売された。さらに、同年10月30日には『まいてつ』本編と続編を収録した『まいてつ Last Run!!』が発売された。さらに、『まいてつ Last Run!!』の移植版としてストーリーを追加・再構築した『レヱル・ロマネスク Origin』も2023年12月21日に発売されている。

## 概要
主人公と少女の姿をした人型モジュール「レイルロオド」の協力により、大廃線で消滅しつつある鉄道を復活させるストーリーとなっている。原案・シナリオは進行豹（しんこうひょう）、キャラクターデザインはCura（クラ）が担当している。ゲームシステムはビジュアルノベルで、キャラクターの立ち絵にはE-moteによるアニメーション演出が採用されている。
企画立案は、進行豹から「Lose」ブランドを運営するゲーム制作会社ボーントゥの代表者tO（ト）に「鉄道をテーマにしたゲームを作りたい」との提案を行ったことが始まりである。当初は背景画像の枚数が多くなるとの理由から見送られていたが、Loseの前作で進行豹がシナリオを担当した『ものべの』が好評であったこともあり、鉄道をテーマとした作品の製作が開始された。
世界観の設定にあたり、tOからは「現在の日本とは少し異なる世界観にしてほしい」との要望があり、鉄道の発展が停止した「大廃線」の世界観が設定された。物語の主な舞台は熊本県人吉市がモデルとされ、現地への取材を重ねて物語が構築された。
レイルロオドのデザインにはモチーフとなった鉄道車両の特徴が取り込まれているが、車両の擬人化とはせず車両そのものも描かれており、鉄道車両とレイルロオドのペアによるストーリーが描写された。当初は鉄道車両に宿る付喪神のような形で登場させる設定であったが、Curaより「車両とペアになるものもメカっぽくしよう」との旨のアイデアを受けたことで、人型モジュールの設定となった。
レイルロオドのキャラクター設定にあたっては、進行豹が日本各地の保存鉄道車両を取材しており、その車両の移籍歴、見た目の特徴などを最大限に生かしての設定がなされている。

## ゲーム

### まいてつ
2016年3月25日にLoseより発売された。2018年6月には成人向け要素を省略したグローバル版がSekai ProjectによりSteamでリリースされ、成人向けパッチがFAKKU!で別途提供された。
ルートは共通ルートをクリア後にメインヒロインのハチロク・日々姫・ポーレットの3ルートに分かれる。サブキャラクタールートは真闇、稀咲、凪&ふかみ、れいなの4ルートがあり、対応するメインヒロインのルートをクリアすることで解放される。ヒロインとサブキャラクタールートを全てクリアするとグランドルートがプレイ可能になる。
『まいてつ』は「萌えゲーアワード2016」の準大賞、ならびに金賞（シナリオ賞）を受賞した。

### まいてつ -pure station-
『まいてつ』の全年齢移植版として2018年7月26日にPlayStation 4で発売された。PlayStation 4版には特典としてPlayStation VRを用いたVRビューアーソフトも付属した。2020年1月16日にはNintendo Switch版も発売されている。

### まいてつ Last Run!!
『まいてつ』の続編かつ大幅拡大版として、2020年10月30日に発売された。当初は2020年7月22日の発売予定であったが、製作遅延により10月に延期された。
メインヒロインのハチロク・日々姫・ポーレットルートにはAfterルートが追加されたほか、帝鉄解体直前の過去が語られるニイロクルートも追加された。また、日ノ本国外のルートとして仲国ルートが追加されている。グランドルートは全面的にストーリーが書き直された。
仲国ルートは実際の中華人民共和国がモデルとなっており、『まいてつ』の中国語ローカライズ版『爱上火车』をリリースしたHIKARI FIELDのリクエストにより追加された。現地取材はHIKARI FIELDからの招待を受け、北京西駅 - 成都駅間の寝台列車であるZ49列車に乗車したほか、四川省の成都ジャイアントパンダ繁殖研究基地や嘉陽炭鉱鉄道（芭石鉄道）にも訪問している。
発売後もプレイヤーの要望を受けて購入者向けに無償で追加シーンや特典を追加する「全部入りプロジェクト」が展開されている。本作はLoseブランドとしての最終作となったが、『まいてつ』の世界観はテレビアニメ『レヱル・ロマネスク』を含む各種コンテンツに継承されている。
『まいてつ Last Run!!』は「萌えゲーアワード2020」の大賞ならびに金賞（ユーザー支持賞）を受賞した。

## あらすじ
大詔三年、旧帝鉄で製造された8620形蒸気機関車のトップナンバー専用レイルロオドであるハチロクは、新動力機関エア=クラの登場により迎えた大廃線時代にともなって廃用とされ帝鉄解体後、右田汰斗に8620形蒸気機関車ごと引き取られる。
しかし、過去の事故の影響により、レイルロオドの機能記憶を損傷していたハチロクは、8620形の機体の修復が果たせず、それに失望した汰斗により、機能を止めハチロクは長い眠りについた。
時は流れて正和五十四年、主人公である双鉄は第二故郷の御一夜市救済のため帰郷中に偶然にハチロクを目覚めさせ、そのオーナーとなる。双鉄とハチロクは、8620形の復活を目指す。

### 共通ルート
帝鉄末期に発生した脱線事故により家族を亡くした主人公の双鉄は、隈元県御一夜市の焼酎酒造である右田家の養子として引き取られた。帝都大学への進学のため御一夜を離れていた双鉄は御一夜にエアクラ工場を誘致する話を聞き、水質汚染から町と酒造業を守るため約6年ぶりに御一夜に帰省した。帰省した右田家では義理の妹・日々姫と義理の姉・真闇に迎え入れられた。
双鉄は亡き祖父・汰斗の部屋を使用するため日々姫とともに掃除をしていたが、その最中に落下したガラスケースの中にある人形を発見した。人形の手に握られていたゼンマイの巻き鍵を懐中時計の鍵穴に合わせて回すと人形が動き出し、自身が帝鉄8620形蒸気機関車のトップナンバー機・8620号の専用レイルロオドで「ハチロク」の名であること、汰斗により御一夜へ移送されたことを語った。双鉄は死去した汰斗に代わって新たにハチロクのオーナーとなった。
双鉄とハチロクは石炭を探すため飛行型エアクラで術仙廃炭鉱へ向かったが、磁場異常を伴う飛行禁止区域に入ったため不時着を余儀なくされた。近くの線路を通過したキハ07s気動車が非常停車し、運転士の雛衣ポーレットとキハ07s専用レイルロオド・れいなにより救助された。双鉄とハチロクは御一夜温泉駅のレールショップに招かれ、ポーレットの好意により駅の投炭練習場にあった石炭を補給することができた。御一夜鉄道株式会社の社長兼運転士かつ御一夜市の市長でもあったポーレットは、双鉄に8620を観光列車として御一夜鉄道で走らせる提案を行った。
所在不明であった8620は御一夜温泉駅の機関庫に保管されており、機関庫内では事故で破損した状態の8620とともにハチロクの整備体を発見した。8620の修復と観光振興には膨大な資金と人材が必要とされたため、双鉄らは市内の鍛冶屋の職人である蓑笠穣に協力を仰いた。穣の孫である凪による案内でクマ川下り御一夜発船場へ向かい、双鉄らは凪の親友である早瀬ふかみが船頭で凪がサポート役の川下り船に乗船して急流下りを体感した。その後は赤井阿蘇神社で赤井宮司に、右田家の真闇にも協力を仰いだ結果、8620の修復を工場誘致反対の旗印としつつ御一夜全体の観光資源として位置づける方向性がまとまった。
双鉄はハチロクの機関士として投炭をはじめとしたスキルを習得し、関係者の協力も相まって8620の動態復元と試験運転に成功した。ハチロクからは機関士に専念して蒸気機関車への理解を深める提案、日々姫からは機関士と並行して御一夜の街をへの理解を深める提案、ポーレットからは市の行政からの視点で本格的な観光振興を行う提案がそれぞれなされ、ここでルートが分岐する。

### ハチロクルート
8620の復活を機に、双鉄は蒸気機関車の機関士に専念することになった。鉄道への思いを発信する冊子「8620運転台通信」を発刊したところ、廣島の「電車姫」と呼ばれる毛利安芸と縁を持つようになり、彼女の好意によりストーブ客車を譲り受けた。ストーブ客車は試運転で煙が車内に流入する問題が発生したが、車内でバーベキューを楽しめる観光列車に改造され、8620の牽引による「バーベキュートレイン」として運行を開始した。
バーベキュートレインは観光客や鉄道ファンから好評であったが、運行中に8620の台枠に異常があることが判明した。8620の台枠交換は同型機の静態保存車の台枠と交換する形で目処が立ち、8620の台枠改修にかかる補正予算の審議では九洲各地の鉄道を繋ぎつつエアクラと共存する「大九洲SL構想」を提唱した。
台枠改修の完了した8620は稀咲らを乗せて術仙炭鉱廃駅へ向かい、ハチロクと双鉄は廃駅舎の改札口でお互いの名を行先とした切符に改札鋏で入鋏した。御一夜に台風が接近した日には日々姫・凪・ふかみ・稀咲が行方不明になる事態が発生したが、術仙炭鉱廃駅にいるとの推測から8620を走らせて暴風雨の中で橋を渡り、術仙炭鉱廃駅にいた日々姫らの救出に成功した。双鉄とハチロクは結婚し、ハチロクは戸籍名として双鉄から「すず」の名が与えられた。

### 日々姫ルート
8620の復活に合わせて、日々姫は機関助士を目指すことを明言した。双鉄は機関士を務めつつも酒蔵や日々姫の看板描きといった仕事に密着することになった。この時点では駅弁の掛け紙のデザインを模索しており、祖父・汰斗の残した鉄道資料から参考資料を探すことになった。日々姫は学園の選択実習で御一夜市の市議会を訪れ、宝生稀咲とともに傍聴席へ座ったが、体調不良にあった市長のポーレットに野次を飛ばす議員に稀咲が一喝した。
ポーレットは市長の辞任を決断し、エアクラ工場誘致派の稀咲に対抗するべく日々姫が市長に立候補することになった。日々姫は鉄道車両の廃車体をパッチワークで再生して販売する新産業を発案し、また双鉄の提案によりNゲージの鉄道模型レイアウトに市民が御一夜の理想の未来を描く「御一夜モザイク」も展開した。市長候補者討論会ではこれらを活用して日々姫自身と御一夜市民が目指す未来像を提示した。
双鉄と日々姫は選挙投票日前にハチロクによる機関士・機関助士としての最終試験に合格し、日々姫は市長選にも勝利した。引き続き機関助士も兼任し、後に双鉄と日々姫は結婚した。

### ポーレットルート
8620の復活を経て、双鉄は市長のポーレットともに市政の面から御一夜の観光資源を発掘することとした。駅弁の改良や赤井阿蘇神社の文化財推薦も候補に上がったが、右田汰斗が保管していた古地図から鉱山鉄道跡を発見したことで廃炭鉱を活用したテーマパーク「おひとよマイントレジャー」の計画が持ち上がった。廃鉱山には発電所とそこに伸びる鉄道支線の跡も残されており、貨車と緩急車も発見された。
早瀬ふかみに代わって一時的にクマ川下りの船頭を務めていた双鉄は、船の進行と同時に橋を通過する列車を見て観光資源を組み合わせる着想を得た。一方でレイルロオド・れいなは運転中に居眠りする不調があり、御一夜鉄道入線以前に行われた改修工事が原因とされた。
後の議会でマイントレジャー計画が議会を通過した。譲渡を受けたストーブ列車を牽引しての8620の試運転に成功するとほぼ同時に、赤井阿蘇神社の文化財指定と術仙炭鉱の技術継承炭鉱としての認可に際して大臣が視察に来ることとなった。これを受けてれいなのロールバックによる改修が提案され、ポーレットはれいなが記憶を失うリスクからこれに消極的であったが、赤井宮司の所有するレイルロオド・ニイロクとれいなの間の決意もあって改修に応じた。大臣視察の際はポーレットがガイドを務め、視察終了後に双鉄とポーレットは結婚した。

### サブヒロインルート

#### 真闇ルート
真闇ルートはハチロクルートをクリアするとプレイ可能になる。
御一夜鉄道の保線費用をの確保を必要としていた双鉄は、義姉の真闇より融資の話を持ちかけられた。双鉄は蒸気機関車と焼酎を観光資源として組み合わせた「焼酎列車」を考案するとともに、真闇は双鉄と協力して焼酎「ひとしずく」を開発し、国際的な蒸留酒コンテスト・ISCで8位に入賞した。

#### 稀咲ルート
稀咲ルートは日々姫ルートをクリアするとプレイ可能になる。
日々姫との仕事に密着していた双鉄は、日々姫と稀咲の信頼感から稀咲の考える御一夜の発展を感じ取り、双鉄と稀咲の間で意見交換を行った。双鉄らは線路合同会社が鉄道建設を証券化して保有する「マイレールファンド」を考案し、資金を廃止鉄道の復活に活用するとともに、復旧した線路を工業製品の輸送に使用することを見据えた事業案を立ち上げた。

#### 凪&ふかみルート
凪&ふかみルートはハチロクルートをクリアするとプレイ可能になる。
学業とクマ川下りの運営を両立する凪とふかみの負担を心配した双鉄は、クマ川下り運営の手伝いをすることとした。川下り船の操船訓練を終えた後、凪とふかみは川の恐怖を教えるとの名目で双鉄にクマ川で泳いでもらいつつ、川遊びを楽しんだ。また、凪とふかみは双鉄に御一夜の町を学んでもらうための「修学旅行」を企画し、その経験も相まって3人の絆が深まっていった。

#### れいなルート
れいなルートはポーレットルートをクリアするとプレイ可能になる。
8620と炭鉱を御一夜の観光資源に位置づけようとした双鉄は、鉱山鉄道出身のレイルロオド・れいなの知識を活用して発電所と炭鉱の再稼働を模索することにした。廃炭鉱は観光地として整備して客車と貨車を一緒に連結する混合列車を運行する案が持ち上がり、工業地帯を擁する北九洲では矢幡製鐵所を母体に築豊炭田の旧貨物線・鉱山鉄道群を再編統合する「くろがね鉄道株式会社」が設立された。双鉄とれいなは結婚し、ポーレットが養母となった。

### グランドルート（当初版）
グランドルートはメインヒロイン・サブヒロインのルートをすべてクリアするとプレイ可能になる。本節ではリライト以前の『まいてつ』時代のものを記述する。
御一夜の水資源の保護と8620を主軸とした鉄道活性化を図りつつ、地域の産業や銀行にも協力を仰いで九州各地の鉄道の復活に繋げるとともに、九州を周遊する豪華貨客観光列車「ナインスターズ」の計画が発表された。一方で双鉄の周辺の女性陣は「淑女協定」を結び、双鉄の結婚相手の候補としてもナインスターズ計画に協力した。
計画の始動から6年後、「ナインスターズ」の一番列車が御一夜駅を出発した。双鉄は自身の両親と双子の妹・路子に似た家族連れが改札口へ降りていくのを見かけ、事故の束縛から開放された。最後まで結婚相手の判断を保留していた双鉄は相手を誰も選べないと告白したが、双鉄の元を去る女性陣はおらず、次の目標である高速鉄道「新・幹線鉄道」の実現に向けて進んでいった。

## 登場人物
※担当声優はPC版 / 家庭用ゲーム機版の順。

### 主人公
右田 双鉄（みぎた そうてつ）
声 - 樫野樹→knock永街 / 望月英
誕生日:2月2日
本作の主人公。大廃線時代末期に発生した鉄道事故の被害者で旧姓は「十川（そごう）」。家族全てを失くしたところを右田家に引き取られ養子となった。
古風な言い回しを多用するため、相手に堅苦しい印象を与えることもあるが、誠実で清廉な青年である。熟考する場面ではよく「む。」や「…うむ。」と答えることが多い。
御一夜鉄道では運輸・保線部長に就任しているが、これは交渉事には肩書が必要だという理由からのもの。御一夜鉄道の人材不足は著しいため、実際には様々な業務を行っている。
立ち絵は用語トピックス画面で確認することが出来、カラーのラフ絵であったが、後のバージョンでは新規に描き起こされている。事故で負った傷跡は前髪に隠されている。

### ヒロイン
ハチロク / すず
声 - 桐谷華→東シヅ / 種﨑敦美
ロールアウト日:大詔3年3月8日（正和61年新造修復）身長:124cm 体重:20kg スリーサイズ:B57/W43/H59
旧帝鉄8620形蒸気機関車トップナンバー機8620専用レイルロオド。帝鉄解体直前、右田汰斗により8620とともに買い取られて、御一夜へ運ばれてきたものの、そのまま眠らされてきた。進学で帰郷した双鉄に偶然目覚めさせられる。会話は「〜と申します」や「〜でございます」と古風なもので、インターネットなどの現代の物には疎いが、とても優秀なレイルロオド。しかし、目覚めて以降は著しい能力低下に苦しめられている。一人称は「わたくし」。
蒸気機関が異常燃焼を起こすため、飲酒はできない。また、自分の動力源でもある石炭には一家言ある。
二人称は名前に「様」を付けるが、日々姫のみ彼女の厚意で呼び捨てで呼ぶ。凪に至っては、機関士助手の仕事が様になって以降は呼び捨てとなった。
8620運転、整備中時、整備体での服装は、時折双鉄と一緒にナッパ服を着用する場面もある。
ハチロクのルートへ進むと、メインエピソードの終盤に双鉄から「すず」の名を与えられ、その後のシーンエピソードは字幕の名前が「ハチロク」から「すず」に変更される。
右田 日々姫（みぎた ひびき）
声 - ヒマリ / 朋永真季
誕生日:10月25日 身長:148cm 体重:40kg スリーサイズ:B76/W54/H78
双鉄の義妹。お絵描きが大好きであり、その気持ちを御一夜市内の看板描きやマップ作成といった仕事につなげている。
会話は普段は隈元弁だが、見栄を張る場面では共通語を使う（双鉄を呼ぶときは「にぃに」だが、「兄さん」と呼ぶなど）。潔癖症で、世渡りは下手なタイプ。そのため必要以上に苦労を背負い込んでしまうこともある。
エアクラ工場誘致には先輩の稀咲の関係もあり賛成側だったが、双鉄が明確に誘致反対側となり鉄道を志すのを機に揺れ動く。それでも行動を起こし、御一夜鉄道で機関助士を務めるようになる。
成長後は車両デザイナーとして活動する。
雛衣 ポーレット（ひない ポーレット）
声 - あじ秋刀魚 / 前田恵
誕生日:12月18日 身長:158cm 体重:46kg スリーサイズ:B84/W59/H83
亡き父の意志を継ぎ、御一夜へのエアクラ工場誘致の反対の旗を掲げる、若き御一夜市長、兼、御一夜鉄道株式会社社長。キハ07Sの運転士でもあり、同専用レイルロオドのれいなとは、実の姉妹のように仲良しである。
家系は母方の祖母がフランクの系列であり、肌が白く瞳は青い。フランク人は気さくな人が多いらしい。
突発的なトラブルには弱い面が目立つものの、段階を踏んで対処できるのであれば、双鉄に「稀咲以上かもしれない」と思わせるほどに優秀な人物である。
家はアパート暮らしだが、家庭用ゲーム機版はシーンの規制上、カットされるため、観賞にある背景一覧でポーレットの部屋の閲覧が可能。
れいな
声 - 杏子御津 / 門脇舞以
ロールアウト日：大詔25年3月26日 身長:113cm 体重:17kg スリーサイズ:B53/W42/H55
御一夜鉄道キハ07S専用レイルロオド。ハチロクより小柄の見た目や、のんびりとした言動からは想像がつかないが、かつては硬上（かたかみ）鉱山鉄道で大活躍をし、その全盛期から廃鉱までを余さずその目に焼き付けてきたという、深い人生的経験の持ち主でもある。コンや加藤雀などの動物とも心通わすことが出来る。
車両機体がガソリン動車からディーゼル動車に改造されたことに伴い、自身も改修されたが、その影響で時折運転中に眠ってしまい、非常時の対応はおろか、共感通信も不可能になる欠点をもっている。しかも、キハ07Sは必要に応じてガソリン動車への再改修が可能なように完全には改造されておらず、またれいな自身もロールバック用のデータを持たされているため、それがさらなる負荷を与えてしまっている。
ポーレットのお手製のキハ07形のぬいぐるみクッション「れいななくん」がお気に入りだが、シーンの関係上家庭用ゲーム機版は場面の置物でも登場せず、3月26日のれいなの誕生日記念動画に「れいななくん」の名前が出ている。
裏設定で炭鉱が栄えた当時は、炭坑夫達と駅構内のテレビでプロレス番組を見て、気に入っている一面もあった。
年季の入ったスキットルに燃料を入れている。彼女に言わせると、通常のガソリンとハイオクの違いは「コクがある」か「キレがある」かの違いである模様。
右田 真闇（みぎた まくら）
声 - かわしまりの / 瑞沢渓
誕生日:11月27日 身長:163cm 体重:50kg スリーサイズ:B92/W60/H86
御一夜を代表する、焼酎蔵、右田一酒造元の杜氏にして、日々姫の姉で、双鉄の義姉。酒造りのセンスはもちろん、経営センスに優れ、その若さにもかかわらず、商店会中から頼りにされる存在である。
宝生 稀咲（ほうしょう きさき）
声 - 上田朱音 / 眞田朱音
誕生日:7月1日 身長:160cm 体重:47kg スリーサイズ:B83/W58/H85
隈元銀行頭取、宝生元忠の一人娘にして、学園生ながら隈元銀行御一夜支店長を任されてもいる、現役の学園生。御一夜育ちだが、隈元弁を用いず、一人称は「ボク（時折「僕」）」。御一夜市が経済的苦境を脱する道はエアクラ工場誘致しか無いと判断し、それを実現するため活発に活動している。
裏設定では仕事が忙しい際の出前は、隈元銀行近くのピザが好物であり、シナリオ担当の進行豹には「バカ舌」であると紹介されている。
蓑笠 凪（みのかさ なぎ）
声 - 早瀬ゃょぃ / 八神よつば
誕生日:1月7日 身長:130cm 体重:28kg スリーサイズ:B62/W47/H67
剣術修行とふかみが大好きな、蓑笠鍛冶屋の自覚無き看板娘。体を動かすことが得意であることから、ふかみが川下り舟を操る姿に興味を持ち、川下りの手伝いをするようになり、そこから急速に仲良くなった。
女の子らしからぬ言動や、好奇心旺盛で周囲に騒動を巻き起こすこともしばしば。
成長後も御一夜鉄道機関助士として働いているが、正機関士就任も近いと目されている。
早瀬 ふかみ（はやせ ふかみ）
声 - 佐倉江美 / 永井真衣
誕生日:8月10日 身長:143cm 体重:34kg スリーサイズ:B69/W52/H72
病弱な母に代わって、御一夜の誇る観光資源、クマ川下りの運営を必死に務める苦労人の少女。凪と仲良し。読書が大好きで物静かで引っ込み思案な性格なのだが、生活上の必要に鍛えられ、営業トークなどはしっかりこなせ、標準語で話す。
かなりの照れ屋で、Q&Aコーナーでは凪が男の子だったらと想像しただけで赤面する。
成長後はクマ川下りの看板娘で大黒柱となる他、御一夜鉄道では車掌業務に就く。身長は稀咲やポーレットとほぼ変わらないほどになり、美しく成長している。
オリヴィ
声 - 白井来茉
ロールアウト日:明智45年6月13日
冥国製（メリケン）の汎用型レイルロオド。Ⅸ号機関車に乗務。ハチロク以上の大ベテランで、保線にも詳しい。みかん鉄道に深い愛着と誇りとを抱いているが、御一夜鉄道へ移籍する。
非常に長期間稼働してきたために機体寿命が限界に近く、通常の耐用年数を超えたレイルロオドですら数年に一度受ける程度の全般検査を、彼女は毎年旺宮に送られて受けなければならない状態に陥っている。
ニイロク
声 - 藤森ゆき奈→赤月ゆむ / 大沢りん
ロールアウト日：正和14年2月6日
旧帝鉄最末期の時期に製造されたクハ26専用レイルロオド。大廃線により、運転体のみが赤井に引き取られた。
廃用により、保管されたハチロクとは異なり、鉄道に関与しないサポートが中心の空虚の日々を送り、当初は顔全体を白い包帯に包んでいたが、後に素顔を見せる。
顔を隠し冷めた口調により、大人びてクールに見えるが、れいなより年下となるため、彼女からは「ニイロクちゃん」と呼ばれる。
クハ26諸共整備体が処分される際、同僚だった蒸気機関車用レイルロオドが自らのタブレットをニイロクの整備体に装着し、ニイロクのタブレットと運転体を生き延びさせた過去を持つ。この時、ニイロクは表情を失ってしまった。
表情で感情表現ができないだけで、感情自体が無いわけではない。赤井と共に御一夜鉄道の運営に携わる中で改善されていったようで、最終的には微笑む姿も見せている。
当時の最新鋭機だけあって、性能は非常に高い。本来の電車だけにとどまらず、蒸気機関車やディーゼル気動車も難なく運用する。

### サブキャラクター
登呂 結比（とろ ゆび）
声 - 汐花はるの / 森山このみ
御一夜の温泉をそのまま引いている公衆浴場、登呂流湯の女主人。元々登呂流湯は亡くなったご亭主のもので、ご亭主の生前には、彼女自身はレイルロオド技師をしていたと言われている。
夜23時の登呂流湯は貸し切り状態で、仕事終わりの双鉄はよくこの時間帯の女湯を利用させてもらっている。
レイルロオド技師としては異端の人物であったようで、旧帝鉄全盛期は消耗品扱いだったレイルロオドの損耗率を軽減し、長寿命化に繋げるための研究を行っていた。それについての論文は、ひよこに多大な影響を与えている。
宝生 元忠（ほうしょう もとただ）
声 - 西岡賢吾 / 相馬康一(公開当初は安平寺大和となっていたのが変更。)
隈元銀行頭取にして、隈元を代表する財界人の一人。稀咲の父。その影響力は絶大で、日ノ本各地で引く手あまたのエアクラ工場の誘致話を、独力で御一夜へともってきた。
ルートによっては、稀咲同様に対立的な立場となるが、出会って以降は双鉄を気に入り、気質を買っていた。
記念日動画の稀咲の発言によると「納豆」が苦手である様子。
学生時代にプロレスを経験したことがあるという裏設定がある。現在は背広を着こなしているが、俗に言う細マッチョ体型であったことがうかがえる。
蓑笠 穣（みのかさ みのる）
声 - 佐倉マコト / 杉本大介
凪の祖父で蓑笠鍛冶屋の店主。元々は農具の鍛冶だが大廃線以降、入手手段が限られてしまった御一夜鉄道の車両部品についても製造を引き受けるようになった。
職人気質の好々爺で孫の凪には甘いが、騒動を起こした際は厳しく叱っている。
後のバージョンではデザインが少し加えられ、額に眼鏡を乗せた手拭いを着用している。
赤井 清春（あかい きよはる）
声 - 陸奥出流 / 小尾元政
誕生日:5月30日
御一夜最大最古の神社、赤井阿蘇神社の宮司。かつては帝鉄に勤務していた腕利きの鉄道マンであり、試作型の特急形電車クハ26の試験運転も担当していた。
神職の傍ら、鉄道に関するアドバイザーとして御一夜鉄道からの相談にも乗っている。
早瀬 流（はやせ ながれ）
声 - 遠野誠 / 近野誠一郎
ふかみの祖父で元クマ川下り先頭。引退後はその技能を生かし、兄弟ともども御一夜鉄道の保線ボランティアに従事している。
顔がよく似た三つ子の弟たちがおり、名前は治(おさむ)と堰(せき)。双鉄も当初、流を堰と間違えていた。
浦上 香月（うらかみ かづき）
声 - 橘まお / 中村麻未
エアロクラフテック社の社員。現在は隈本銀行御一夜支店に派遣され、宝生稀咲の秘書を兼務している。男性に間違えられがちだが、女性である。
実直な女性で、エアクラ工場の立地に好適な場所を探すのが仕事だとして、御一夜市に建設する場合以上の好条件が見出せるのであれば、立場上対立している双鉄らの話にも積極的に耳を傾けるなど、彼女自身は中立的な立場であると言える。
永山 雲山（ながやま うんざん）
幽霊寺の異名でも知られる、古刹、永山寺の住職。職業柄人生相談をよく受けるのだが、のらりくらりと躱しがち。説教嫌いで牛乳が好き。
永山 典子（ながやま のりこ）
声 - 星鹿りえ / 櫻井菜々絵
雲山の妻で、休日にはクレープ屋を開いている。独身時代には帝鉄職員で、食堂車勤務をしていた。
ハチロクのルートでの登場は遅いが、日々姫、ポーレットルートでは早い段階で登場する。
斎藤 帆香（さいとう ほのか）
右田一酒造元一のベテラン蔵人。日々姫の画才を極めて早期から見抜いていた。
宮本 依千（みやもと いより）
御一夜市役所の総務部長。ポーレットの父の代から市政を下支えしてきた。
コン
声 - 小倉結衣 / 大倉結衣
御一夜駅周辺に出没していたノラ狐。人懐っこく愛嬌たっぷり、日々姫とれいなによって名付けられて、のちに御一夜駅の特別駅長職を務めるようになる。
当初は双鉄からは「野良犬」、ポーレットからは「野良猫」と呼ばれていた。
ナビ
声 - 神凪清美 / 安齋レイコ
双鉄の所有する飛行型エアクラ試作機に搭載されているナビゲーションと運動制御を担う人工知能、「エアクラ・ナビ」に双鉄が名前を付けたもの。双鉄と会話を交わすことができ、彼の安全を確保することを最優先の任務としている。
双鉄の意図をそのまま答えるため「可愛くないな」と評されている。最低限の情報のやり取りしか行わない他のエアクラ・ナビと違って随分と人間臭い一面があり、意地を張って暴れるハチロクを皮肉で諫めたり、気を利かせて沈黙を守るなどの振る舞いを見せている。
双鉄の命を救うべく緊急的に稼働して以降、常に双鉄を上空から見守っているため、総飛行時間が非常に長くなっている。
各ヒロインルート前に8620の資金繰りのため、宝生親子の経営する隈元銀行の担保により試作機は預けられてしまうが、後日、双鉄が試作機・ナビを操作している。レイルロオドとの共感通信も可能。飛行外での通信は、双鉄の右腕あるにナビとの通信機を用いる。
試作機であるため、機体は双鉄一人でも運び移動可能なほど軽量に設計されている。着陸・着水が可能。
加藤 雀（かとう すずめ）
声 - 志雄子奨 / 森田則昭
蒸気機関車の吐き出す煙の熱を好んで巣作りする雀たちのリーダーと思しき、他を圧する貫禄を持つ少し大きめな雀。
十川 路子（そごう みちこ）
声 - 蒼原千佳 / 村田知沙
誕生日:2月2日
双鉄の双子の妹。両親共々既に亡くなっているが、双鉄の見る夢で登場。双鉄を「そーちゃん」と呼んでいた。
毛利の安芸（もうりのあき）/ 電車姫（でんしゃひめ）
声 - 雪都さお梨 / 深田愛衣
誕生日:不詳
8620にストーブ客車を提供した「まいてつ」の鉄道姫。 廣島、毛利電鉄のオーナー社長であり、正真正銘の毛利家の姫君。溢れる才覚で経営資源を活用、収益化し、日ノ本中の鉄道復権へ向けた動きを細やかにサポートしている。
和服姿に会話は「わらわ」、「そち」、「〜じゃ」などお姫様そのものな風貌だが「うぷぷぷぷ〜」と笑うなど子供っぽい一面も持ち合わせている。
清美（きよみ）機関士
ハチロクの元所持者（オーナー）であり、8620の運転士。最初の回想のみ登場。8620の鉄橋崩落での事故を免れるため、ハチロク共に覚悟を決め、脱線。大廃線の末期となる。
ハチロクも事故により、かなりの損傷をうけたが、重体になるほどの大事には負わなかった。
それ以降は登場しないが、ヒロインルートの間に、ハチロクが清美と連絡を取り合ったことを示唆している。
アルジェ
声 - （未登場） / 尾崎真実
ゲーム本編には登場しないが、PS4版「まいてつ -PureStation-」追加コンテンツ特典「まいてつ -PureStation- VR Viewer」に登場。
銚子電気鉄道デキ3形電気機関車専用レイルロオド。正式名称は「アルジェマイネ・ドライ」。この名前は3号機レイルロオドの仮の個体名称だが、本人は「自分という個体を端的に表している」という理由で変更はしなかった。通称は「アルジェ」と呼ばれる他に「マイネ」や「ほしあじちゃん」とも呼ばれる。ステッキを所持している。
遠路から御一夜にやってきた。
宗方 甚六（むなかた じんろく）
声 - 昭和一郎
誕生日:12月4日
寡黙で感情を表に出さない、職人肌のベテラン機関士。肥颯みかん鉄道に勤務。長年オリヴィとⅨ号機関車での乗務を重ねていたが、オリヴィの移籍によって袂をわかった。
右田 ひかり（みぎた ひかり）
声 - 梅木ちはる
誕生日:9月10日
双鉄とポーレットの娘。極端な人見知りではにかみや。両親やれいなを始めとする御一夜の人々に甘やかされ守られ、幸せな幼児期を過ごしている。
ひよこ
声 - 桃山いおん
ロールアウト日:大詔27年2月28日
旧帝鉄C57 145専用レイルロオド。トップナンバー機ではないが、一人称は「私」（わたくし）。
旺宮鉄道歴史館の実質的な館長で電車姫の親友。レイルロオドの存在そのものについての極秘裏の研究をライフワークとしている。
自身の機体愛称をあまり気に入っていないようで、自らを「不死鳥博士」と称し、他者にもそう呼んでもらえるように頼んでいる。また、レイルロオドとしては非常に珍しく眼鏡をかけているが、格好をつけるための伊達眼鏡である。
みくろ
声 - 和央きりか
ロールアウト日:大詔11年1月28日
旧帝鉄8620形38696専用レイルロオド。自らの部品の多くをとあるレイルロオドの復元のために提供しており、左目が灰色となり、胸元のライトは欠損状態、マニピュレーターも不調となっている。
現在は保存機となった38696が置かれている雄武田の動物園で静かに余生を過ごす傍ら、湯富院に放棄されたD51 1031の清掃・整備作業を単身で行うなど、おっとりとした見た目とは裏腹に行動的な性格をしている。しかし、内心では自身が具体的な成果を上げられていないことへの不安と焦りがあった様子。そのため、長姉ハチロクが鉄路に復帰したことを知りながらも、会いに行くことを躊躇していた。
御一夜鉄道が提供するまいてつラジオの熱心なリスナーでもあり、ハチロクの活躍を見守っている。電波は届かないので、インターネットで視聴しているとのこと。
その後、1031の整備体験が広まった結果、38696の復元整備に繋がることになり、本人さえ「ボロボロ」と言って憚らなかった38696は双鉄や日々姫の人脈もあって見事に稼働状態にまで復元されるなど、努力が実を結んだ。
38696復元後は雄武田の動物園を離れ、御一夜鉄道に移った。
西瓜（すいか）
声 - 伊ヶ崎綾香
ロールアウト日：1969年7月31日
仲国を代表する名機関車、東富4 2000の専用レイルロオド。日ノ本語に堪能で日ノ本の鉄道事情にも詳しい。仲国視察に訪問する双鉄たち一行のガイドを務める。
姜 叶煌（きょう ようこう）
声 - かの仔
誕生日:4月1日
稀咲の友人。仲国国務院鉄道部副部長秘書。仲国国鉄の運営方針決定に関与できる立ち位置にある才女。双鉄たちを仲国に招き、鉄道活性化への起爆剤にしたいと考えている。
No.19
声 - ココミ
誕生日:8月28日
双鉄たち一行が観光乗車した、芭岩鉄道No.19蒸気機関車の専用レイルロオド。人里離れた炭鉱町の山岳路線で、アヒルやガチョウを友としてのんびり暮らしている。
劉 志寰（りゅう しかん）
声 - 来馬里於
誕生日:10月8日
西瓜のかつてのマスターを父に持つ、仲国国鉄の若きエリート機関士。善良にして純朴な人柄の持ち主だが、初恋の相手である西瓜への想いを叶えられずにいる。
後藤 槐多（ごとう かいた）
旧帝鉄の一職員からの叩き上げで這い上がっていく気骨感、手段を選ばぬその姿勢から「強盗槐多」「買いたたきの槐多」の異名を持つ。
中村 千景（なかむら ちかげ）
凪のライバルの剣道少女。全てにおいて準備を怠らず、地道に結果を積み重ねていく。

## 世界観

### 舞台設定

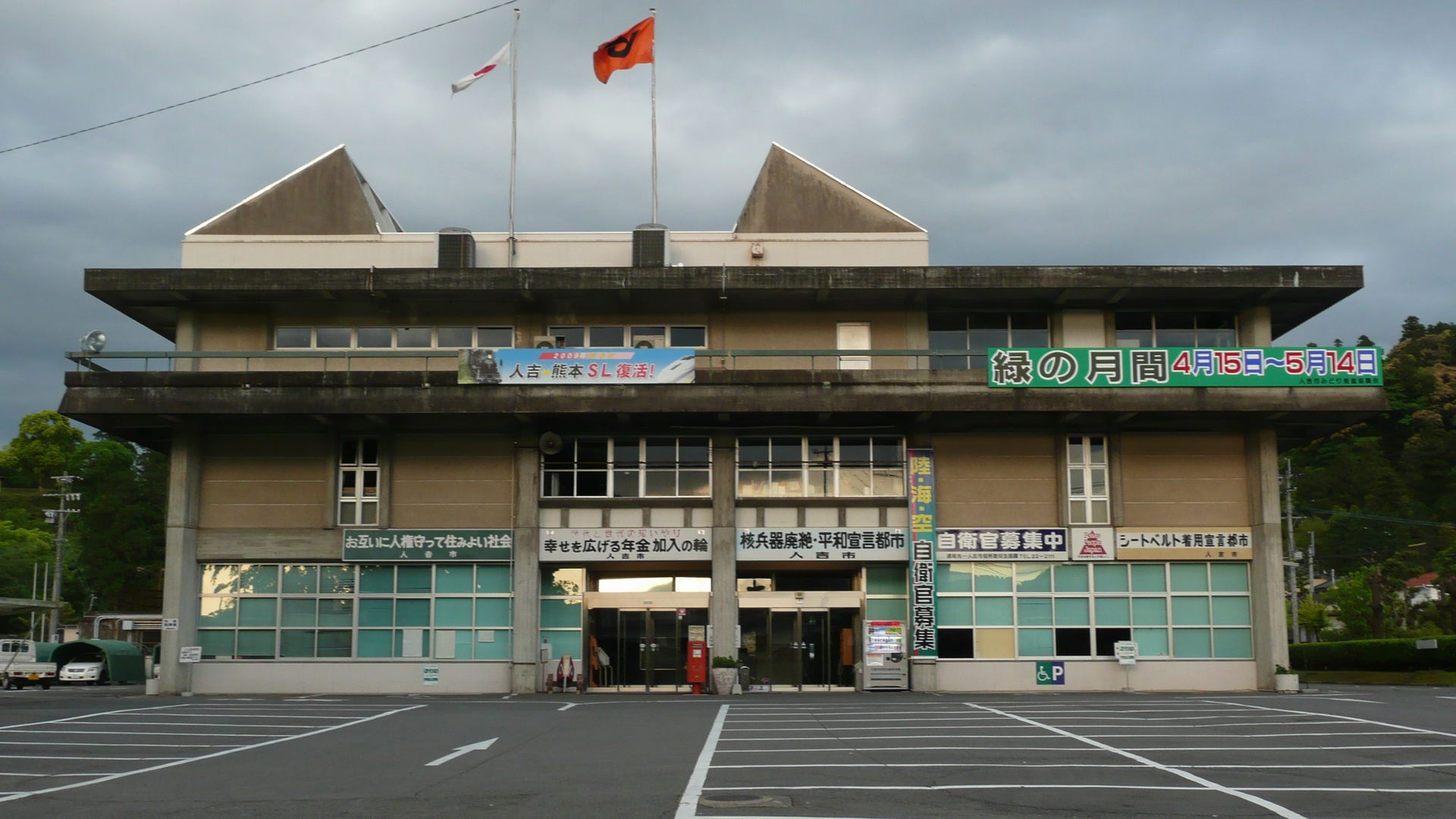
御一夜市役所のモデルとなった人吉市役所。
熊本地震の発生以降、庁舎が閉鎖され、2018年3月から5月に庁舎の解体作業を行い、姿を消した（その後、市役所別館へ隣接する形で新庁舎が建設され、供用を開始した）。

日ノ本（ひのもと）
本作の舞台である御一夜市が存在する国家。「日ノ本乃帝（ヒノモトノミカド）」の下に置かれた帝国議会によって政治が行われており、帝は政治的発言は行わない。首都は「帝都」と呼ばれる。かつて拡大路線に走り、世界大戦を二度経験した。その結果、第二次世界大戦において日ノ本は大敗し、以後は憲法により非戦を国是として国家を立て直し、技術革新を経て経済的にも復興を果たす。モデルは現実の日本と思われる。
御一夜市（おひとよし）
本作の舞台で、日ノ本の九洲地方隈元県に存在する地方都市。人口は35000人弱で、市長は雛衣・ポーレット。急流・ クマ川によって市が二分されている。かつては鉄道のターミナル駅を抱え、船でのクマ川下りなどの観光や九洲最大の炭鉱で栄えたが、近年は衰退しつつある。この打開策として、エアクラ工場の誘致話が持ち上がっている。熊本県人吉市をモデルとしている。
御一夜市役所、赤井阿蘇神社、クマ川下りなどがロケーションに登場する。
右田一酒造元（みぎたいちしゅぞうもと）
右田双鉄、日々姫、真闇が暮らす焼酎蔵。
赤井阿蘇神社（あかいあそじんじゃ）
隈元に現存する唯一の国宝である神社。御一夜市最大で最古の神社でもある。地元では赤井さんと呼ばれる。赤井清春が宮司である。モデルは国宝の青井阿蘇神社である。

### 鉄道会社
帝鉄（ていてつ）
正式名称は「日ノ本帝有鉄道」。明智時代に日ノ本各地の鉄道会社を統合して設立された国有鉄道会社で、8620など多くの車両を保有していた。赤字体質であり、その運営は国の補助金によって賄われていた。このため、エアクラの普及に伴い補助金が削減されると、路線の敷設や車両の開発製造が休止となるなど経営に支障をきたすようになる。その後、保線不良による鉄道事故が頻発し、鉄道利用が更に落ち込むなどの悪循環に陥り、最終的に解体された。本編開始時点では既に解体されているため、作中では主に旧帝鉄と呼ばれる。現実の国鉄（鉄道省営鉄道および日本国有鉄道）をモデルとしていると思われる。
御一夜鉄道（おひとよてつどう）
正式には御一夜鉄道株式会社。雛衣ポーレットが社長を務め、後に運輸部長・保線部長として右田双鉄を迎える。略称は「御鉄」（おんてつ）。御一夜温泉駅構内のレールショップが事実上の社屋となっている。
近傍の肥颯みかん鉄道とは異なり、旧帝鉄関係者がほとんど在籍しておらず、まいてつをはじめ民間有志によって運営されている。レイルロオドを備品ではなく社員として扱っており、会議では発言権を持ち、給与も支給されている。
御一夜市はエアクラ作動不能地域を抱えているため、エアロ＝クラフテック社からも公共性の高さを認められている。
物語開始時点での保有路線は御一夜温泉－湯医間の「湯医線」のみ。中間駅は全て廃駅。御一夜温泉駅には転車台があるが、8620運用のため、湯医駅敷地内に三角線を設置した。後に小畑を経由して御一夜温泉－早戸間を結ぶ「小畑線」が復線され、みかん鉄道との直通列車の設定も可能となった。他に御一夜温泉－八ッ城間の線路も一部残存し、そちらの復線も計画されている。
保有車両はキハ07S、8620形蒸気機関車。8620用の客車はルートによって変わる。

### レイルロオド
人型・人形型の鉄道車両制御モジュール。運用する鉄道車両の制御補佐を担う。人工知能を搭載しているため感情がある。髪や爪などは人工物であるため、伸びることはなく、破損した場合は交換する。人ではない物のため、基本的には人権などは一切認められていない。鉄道業務に専従することが法律で定められているが、現在では他種業務に従事するレイルロオドもおり、法律は形骸化している模様。
服装内にあるネックレス型の「タブレット」装備に機能中枢が存在する。動力源は対応する鉄道車両と同じもので、ハチロクの場合は「水」と「石炭」。れいなの場合は「ガソリン（軽油）」を摂取している。また、懐中型の「鉄道時計」のゼンマイが緊急用の動力源となっており、これを巻くことでも稼働し、稼働すればレイルロオドの意思でゼンマイを巻くことも可能。時折蒸気排水を涙や排泄などで流すことがある。
同型機が多数存在する場合、それぞれに愛称が付き（愛称の付け方は機関区によって異なる）、一人称にも自らの愛称を使うが、トップナンバー機は対応する鉄道車両の愛称等がそのまま機体愛称として使われ、一人称も「私」などの一般的なものを使うので、知っていれば判別は容易。
運転体（うんてんたい）、整備体（せいびたい）
レイルロオドは一般的な人間と同じ大きさの「整備体」と、より小柄な「運転体」の2種類の身体に分けられる。エピソード序盤で双鉄が発見したハチロクは運転体で、運転体は列車の運転席の構造スペースを広げる理由により、整備体よりもかなり小柄に設定されている。小柄だが、他のレイルロオド同士や、各駅からの共感通信が効率よく可能となる。
後に8620内で双鉄たちが整備体のハチロクを発見し、以降のハチロクは通常こちらの姿で立ち回る。整備体は各種センサーの性能や共感通信の効率が下がるが、手先が器用になり、主に運転などの非常時でのサポートを可能とする。
運転体を使用しない場合は運転体を収納する「乗務鞄」が備え付けられており、レイルロオドによって鞄の形状は異なる。
裏設定で、運転体には小型鞄や小物入れがあり、整備体は30分ほど照らすライトを常備している。
なお、冥国式レイルロオドはボディを一つしか持たないため、切り替えの必要は無い。
共感通信
レイルロオド同士の間で通信を行う機能。単に音声や情報のやり取りだけではなく、感情や感覚なども共有される。鉄道の円滑な運行を補佐し、互いの状況を把握することで事故を防ぐための機能でもある。
エアクラのナビも共感通信システムを採用しているため、レイルロオドとエアクラの間でも通信が成立する。双鉄のエアクラ・ナビは初期型でタブレットを有するが故に、レイルロオドとは明確な言語による複雑な交信が可能だが、普及型のナビはタブレットを持たないため、無機質な情報のやり取りしかできない（最低限の情報共有はなされる）。
なお、この通信機能は偶然の産物であり、使うことはできるが原理は今もって不明である。
封印（シーリング）
レイルロオドのある機能を封じているもの。レイルロオドと人間との関係、信頼や絆が深まることをきっかけに開封され、女性で言う月経の初潮と同様に下腹部から血が流れる。
ハチロクルートでのハチロクは、シーリングが解放されたことにより、失われた機能を取り戻した。
以降は男女ならば所有者の意向でレイルロオドに人権を有し、夫婦となることも可能になる（但し、法律の隙間を突くグレーな行為である）。
なお、ポーレットがれいなに「マスターが女性の場合は開封されない」と説明しているが、レイルロオド自身が深い思い入れを持つ異性がいる場合、マスター自体は女性でも開封されることがある模様。
タブレット
レイルロオド各個体の人格や記憶といった様々なデータを内包する記録媒体。レイルロオドの中枢部品であるが、初期のエアクラ・ナビにも搭載されていた。
運転体と整備体の間で意識を切り替える際、通常はレイルロオド自身の手で換装される。これは起動ディスクのようなもので取り外しても行動可能だが、紛失を防ぐために換装時以外は基本的に搭載したままにする。
レイルロオド・タブレット社が独占的に製造・供給するもので、国を問わず全てのタブレットは同社製。現在は同社が解体されたことで、タブレット及びレイルロオドの新造は不可能となっている。
トゥーレシビックという技師の家系のみが製造技術を有していたが、三代目がエアクラ隆盛を苦にして（と、公式には発表されている）一家心中したことで断絶、レイルロオド・タブレット社も解体を余儀なくされた。ひよこはこの技師の死と公式発表に疑念を覚えており、レイルロオド開放派だった帝鉄初代総裁が謎の死を遂げた「上山事件」のことも併せ、レイルロオド、ひいてはこのタブレット自体が人類にとって禁忌の発明だったのではないかと仮説を立てている。

### エアロ＝クラフテック機関（エアクラ）
エアロ＝クラフテック社が開発した動力機関。「キルクイティウム」という、制御された太陽光と地磁気の影響を受けて回転運動を行う宝石状の化合物によってエネルギーを得る新技術。これを動力源とする機械類を「エアクラ」と呼称する。
消耗品さえなければ、理論上は永久機関にもなり得る革新的な技術であるが、機関推力（エアクラ機関は馬力ではなく機関推力によって出力を表記する規定となっている）が低く、搭載機は非常に軽量に作られており、双鉄の飛行型エアクラは彼一人でも持ち上げて運搬することが可能なほど軽い。また、キルクイティウム同士が接近し過ぎると「共振崩壊」という現象を起こして崩壊してしまうため、複数機の集中運用も出来ない。さらに製造コストが高く、大きさを二倍にすると二乗のコストを要し、また大型化自体にも限界があるため、大出力のものは作り難い。そして強い磁場にも弱いため、そうした環境下では旧来の内燃機関で駆動する車両が使用される。
総じて、旧来の内燃機関や鉄道といったものをほぼ駆逐したと言えるが、欠点も多く、当のエアクラ社でさえ鉄道等の既存の交通手段との共存を図っている。

### まいてつ（用語）
鉄道車両を自前で所有・維持し、営業運転に使用している鉄道ファンのことを「まいてつ」と称している。毛利安芸（電車姫）の発案を基に制度化され、大廃線後の鉄道を小規模鉄道とともに支えている。

## 主題歌・挿入歌

### 主題歌・オープニングテーマ（まいてつ）
主題歌・ハチロクオープニングテーマ「レイル・ロマネスク」
歌：中恵光城 / 作詞：永原さくら / 作曲・編曲：佐久間きらら
ヒロインの主軸となるハチロクにちなみ、曲の拍子には8分の6拍子が採用されている。
日々姫オープニングテーマ「pictorial」
歌：大島はるな / 作詞：琉姫アルナ・仲村芽衣子 / 作曲：琉姫アルナ
ポーレットオープニングテーマ「SilentRail」
歌・作詞：仲村芽衣子 / 作曲：琉姫アルナ / 編曲：ALVINE
グランドオープニングテーマ「未来行き☆列車」
歌&コーラス・作詞：カサンドラ  / 作曲・編曲：新井健史

### エンディングテーマ（まいてつ）
ハチロクエンディングテーマ「どこまでも続くこの路を」
歌：Prico / 作詞・作曲：Team-OZ
日々姫エンディングテーマ「Run with our dreams」
歌：星鹿りえ / 作詞・作曲：Team-OZ
ポーレットエンディングテーマ「未来へのレール」
歌：滑川恭子 / 作詞・作曲：Team-OZ
れいなエンディングテーマ「しゅっぱつしんこう!!」
歌：杏子御津 / 作詞・作曲：Team-OZ
真闇エンディングテーマ「ひとしずく」
歌：藍沢めぐみ / 作詞・作曲：Team-OZ
稀咲エンディングテーマ「Snow White」
歌・作詞：CRIMSON SONE / 作曲：Team-OZ
凪&ふかみエンディングテーマ「おもいでをかさねて」
歌：佐倉江美 / 作詞・作曲：Team-OZ
グランドエンディングテーマ「ナインスターズ」
歌：Ayumi. / 作詞・作曲：Team-OZ / 編曲：朝霧はやと

### オープニングテーマ（まいてつ Last Run!!）
ハチロクafterオープニングテーマ「ロオド・ラスト」
歌：中恵光城 / 作詞：永原さくら / 作曲・編曲：佐久間きらら
ポーレットafterオープニングテーマ「On the Rails」
歌：佐々木恵梨 / 作詞：暁うめ / 作曲：Offshore / 編曲：OzaShin
日々姫afterオープニングテーマ「blooming symphony」
歌：Ayumi.(Astilbe×arendsii) / 作詞：joru from STRIKERS / 作曲・編曲：折倉俊則 from STRIKERS
ふかみ凪オープニングテーマ「おんなじ気持ち、ほんとの気持ち」
歌：Daisy×Daisy / 作詞・作曲・編曲：伊藤直樹
仲国オープニングテーマ「All right!!」
歌：KOTOKO / 作詞：暁うめ / 作曲：Offshore / 編曲：杉田洋平
グランドオープニングテーマ「GRAND EXPRESS」
歌：カサンドラ / 作詞：カサンドラ / 作曲・編曲：新井健史

### エンディングテーマ（まいてつ Last Run!!）
ハチロクafterエンディングテーマ「明日へと」
歌：米倉千尋 / 作詞：SugarLover / 作曲：白戸佑輔 / 編曲：you-yah
ポーレットafterエンディングテーマ「ひだまりライン」
歌：はな / 作詞：永原さくら / 作曲・編曲：佐久間きらら
日々姫afterエンディングテーマ「floraison」　
歌：美郷あき / 作詞：joru from STRIKERS / 作曲・編曲：湊賀久 from STRIKERS
ふかみ凪エンディングテーマ「Forever With You」
歌：橋本みゆき & 佐咲紗花 / 作詞：松井俊介 / 作曲・編曲：you-yah
ふかみエンディングテーマ「Shiny Sky Shiny Days」
歌：NANA / 作詞：松井俊介 / 作曲・編曲：you-yah
凪エンディングテーマ「My Wish Forever」
歌：榊原ゆい / 作詞：松井俊介 / 作曲・編曲：you-yah
ニイロクエンディングテーマ「繋いでいく未来」
歌：櫻川めぐ / 作詞：大島はるな / 作曲・編曲：you-yah
真闇エンディングテーマ「水彩」
歌：riya（eufonius） / 作詞：風吹実里 from STRIKERS / 作曲・編曲：折倉俊則 from STRIKERS
れいなエンディングテーマ「はじめてのこい」
歌：rino（CooRie） / 作詞：カサンドラ / 作曲・編曲：新井健史
稀咲エンディングテーマ「Indivisible Love」
歌：奥井雅美 / 作詞：カサンドラ / 作曲・編曲：新井健史
仲国エンディングテーマ「終わらないリズム」
歌：茶太 / 作詞：LINDEN / 作曲・編曲：岩嵜壮志

### 劇中テーマ曲・挿入歌（まいてつ Last Run!!）
ハチロク劇中テーマソング1「思い出の結晶」
歌：松下 / 作詞・作曲・編曲：伊藤直樹
ハチロク劇中テーマソング2「The road we belong」
歌：AiRI / 作詞：松井俊介 / 作曲：白戸佑輔 / 編曲：you-yah
ハチロク劇中テーマソング3「hello! new world」
歌：Faylan / 作詞：松井俊介 / 作曲・編曲：星銀乃丈
日々姫挿入歌「リトルプリュム」
歌：Duca / 作詞：joru from STRIKERS / 作曲・編曲：湊賀久 from STRIKERS

## メディア展開

### ラジオ番組（まいてつ）
2017年7月29日よりデジタルノベルブランド「Lose」の公式サイトにて『御一夜鉄道 まいてつラジオ』が隔週土曜日に配信されていた。パーソナリティは、毎回、まいてつに登場するキャラクターとその声優の持ち回りとなっていた。
2018年7月28日の第25回配信をもって『第1期』を終了、現在無料で聴けるのは第25回放送（最終回）のみで、バックナンバーは支援サイト等の有料プランに加入して聴く事が可能。

### コミカライズ
2017年12月28日より2019年1月18日にかけて、コミッククリアで甘露アメによる作画にてコミカライズされた。単行本は全2巻で、第1巻は2018年8月10日に、第2巻は2019年3月14日に発売されている。
コミックス版のストーリーはハチロクがヒロインのルートが描かれている。

## イベント

### まいてつ列車「ハチロク号」
ゲーム発売前の2015年12月6日には、香川県の高松琴平電気鉄道で貸切列車「まいてつ列車 ハチロク号（試走版）」が運転された。作中に登場するハチロクのヘッドマークの実物が欲しいという進行豹の思いから企画されたもので、琴電による貸切列車の特典として別料金でオリジナルデザインのヘッドマークを作成・掲出できるサービスが活用された。Loseの公認のもと、費用は自腹企画として進行豹が自己負担した。
2016年2月28日には群馬県の上毛電気鉄道で貸切列車「まいてつ列車 ハチロク2号」が運転された。
2016年4月14日に発生した熊本地震で被災した熊本県を支援するため、2016年7月16日に熊本県人吉市で支援イベントが行われ、くま川鉄道で貸切列車「まいてつ列車 ハチロク3号」が運転された。このイベントで集まった募金の半額を熊本県に、半額を南阿蘇鉄道に寄付することとした。

### まいてつ こころ旅
2016年2月から3月にかけて実施された全国キャラバンイベント「まいてつ こころ旅」では、進行豹が蓑笠凪役の早瀬ゃょぃとともに全国各地の店舗を巡回した。2016年2月7日のメロンブックス仙台店を起点に札幌市のパソコンショップMKや大阪市のソフマップなんば店ザウルス1、熊本市のメロンブックス熊本店などを訪問し、『まいてつ』発売日の2016年3月25日にはゴールとなる東京・秋葉原の通運会館で発売記念イベントが行われた。

### 人吉まいてつ祭
熊本県人吉市では、2018年のPS4版『まいてつ -pure station-』の発売を記念して、一般社団法人青井の杜外苑街づくり協会の主催により「まいてつ祭2018」が2018年7月28日・29日の2日間にかけて開催された。
翌2019年3月23日・24日に「まいてつ祭2019」が開催された。また、その祭に合わせビジネスホテルチヨヅル前に聖地巡礼マップ『まいてつ -pure station-聖地案内マップ』を設置。進行豹が除幕をおこなった。

## コラボレーション（まいてつ）
『まいてつ』発売前の2016年2月には、Kissのアダルトゲーム『カスタムメイド3D2』（CM3D2）のコラボレーションが実施され、CM3D2のコラボレーション第2弾としてハチロクとれいなの衣装DLCが発売されている。
2016年10月にはLoseとくま川鉄道のコラボレーションによる応援切符の発売が企画されていたが、券面のキャラクターがアダルトゲームである『まいてつ』のキャラクターに酷似していることが人吉市市議会で問題視された経緯があり、発売が中止された。
2018年のPS4版『まいてつ -pure station-』発売に合わせ、発売記念イベント「レイルロオド・トレイン on 銚子電鉄」が銚子電気鉄道とのコラボレーションにより実施され、同社のデキ3形電気機関車をモデルにしたレイルロオド「アルジェ」が製作された。2018年5月19日には貸切列車「観光各停おおはし号」が運転され、ゲストとして乗車したアルジェ役の尾崎真実による生車内放送が行われた。同年7月21日には一般客が乗車可能な臨時列車でアルジェの車内放送が実施された。
2019年1月にFAVORITEより発売のアダルトゲーム『さくら、もゆ。-as the Night's, Reincarnation-』の作中に蒸気機関車が登場することにより、『まいてつ』と『さくら、もゆ。』の両作者のライター同士で相互にショートストーリーを贈るコラボレーションが実施された。FAVORITEからは『さくら、もゆ。』の世界に『まいてつ』の旧帝鉄8620形が訪れるストーリーが、Loseからは『まいてつ』の世界に『さくら、もゆ。』のBR99が出現するストーリーが提供されている。
『まいてつ』の世界観を主軸とするテレビアニメ『レヱル・ロマネスク』の放送開始を記念して、2020年に『まいてつ Last Run!!』のボーカル曲をバーチャルYouTuberがカバーする企画が実施され、さくらみこやAZKi、朝ノ姉妹ぷろじぇくと、舞鶴よかと、餅月ひまりを含む22組が参加した。楽曲はCD『まいてつ Last Run!! VTuber Cover Selection』として発売され、2020年10月30日発売の『まいてつ Last Run!!』予約特典として付属したほか、CD単体でも販売された。
2022年6月16日から7月7日までEXNOAとKMSによるRPG『ミストトレインガールズ〜霧の世界の車窓から〜』で『まいてつ』とのコラボレーションイベント「出発進行!御一夜鉄道からの緊急乗り入れ運転!?」が行われ、コラボレーションキャラクターとしてハチロク・オリヴィ・ひよこ・れいな・ニイロクが実装された。同イベントは翌2023年の6月15日から7月7日まで復刻開催された。

## 『レヱル・ロマネスク』
2020年には『まいてつ』の世界観をベースにしたテレビアニメ『レヱル・ロマネスク』が放送されることになった。1話あたり5分のショートアニメで、原案・シリーズ構成は進行豹が担当した。また、本作のレイルロオドとマスターの触れ合いを主軸としたASMRコンテンツ『蓄音レヱル』が展開された。2023年にはアニメ第2期が放送されている。
第1期はTOKYO MXにて2020年10月3日から12月19日まで毎週土曜1時 - 1時5分（金曜深夜）に放送された。『pure station』の世界観の未来の時間軸をベースにしており、本作でのオリジナルレイルロオド同志の掛け合いを主体とする。まいてつのキャラクターは回想やビデオなどの形で登場する。Blu-ray・DVDはクラウドファンディングの特典として制作予定。
第2期は『レヱル・ロマネスク2』のタイトルで、TOKYO MXにて2023年10月6日から12月29日まで毎週金曜1時 - 1時5分（木曜深夜）に放送開始された。

### 登場キャラクター

#### アニメ第1期
すずしろ
声 - 上坂すみれ
万岡鉄道C12 67専用レイルロオド。SLを描いたテレビドラマでレイルロオドすずしろ役を演じていた女優の急病による代役を引き受けたことで才能を開花させた女優でもある。
人間たちのサミットのほうに召集されたハチロクに代わって、レイルロオドによるサミットの司会役を担当する。
第2期にも登場し、第2回レイルロオドサミットの司会進行を担当することとなる。
ラン
声 - 内田彩
高嵜鉄道D51 840専用レイルロオド。中性的な外観と王子様然とした立居振舞から女性ファンが多く、「プリンス・オブ・レイルロオド」の異名を持つ。趣味は電子工作。
汽子
声 - 洲崎綾
名児耶鉄路ホジ6005形 ホジ6016専用レイルロオド。好奇心旺盛な性格。
いよ
声 - 降幡愛
いよかん鉄道甲1形 1号蒸気機関車専用レイルロオド。のんびり屋で人懐っこい性格。金髪碧眼と地元を舞台にした有名小説の影響で、マドンナ呼ばわりされるのが悩み。
紅
声 - 黒沢ともよ
旧南颯鉄道キハ100形 キハ101専用レイルロオド。現在は肥薩みかん鉄道所属。キハ07系をライバル視しており、負けず嫌いで努力家。
りいこ
声 - 久保ユリカ
頭部鉄道5号機関車専用レイルロオド。怠け者でよく手抜き・サボりがちだが、かなりの昆虫好き。
かかあ
声 - 永井真衣
常州電鉄デハ100形 デハ101専用レイルロオド。面倒見がよく気が効くおっかさん気質。
しろがね
声 - 上絛千尋
關門鉄道EF10 23専用レイルロオド。寡黙で控えめで目立たない性格だが、際立って優秀な運用成績を評価され、關門海峡トンネルを潜る客車・貨車を牽引するスペシャリストとなった。
西瓜
声 - 伊ヶ崎綾香
仲国鉄道総公東富4 2000専用レイルロオドで、唯一原作ゲーム（『Last Run!!』）にも登場しているキャラクター。仲国が誇る電気式ディーゼル機関車の試作機として試走から本線運用まで貴重なデータを取り続けたエリート。日ノ本語にも堪能で、両国のレイルロオドの架け橋となっている。

#### アニメ第2期
かにこ
声 - 田中理恵
北開道鉄道C11 202専用レイルロオド。無口・無愛想が常態となってしまった不器用レイルロオド。とはいえ職務面では極めて器用かつ勉強熱心であり、休む時間をろくに与えられず重稼働が続きボロボロとなっても文句も言わず働き続けるほどに、北開道の鉄路を深く強く愛している。その結果、観光客も増え大嫌いだった自身の名前にも誇りと愛情を抱けるようになった。
第2期の放送開始に先立ち、『蓄音レヱル』第11弾にて初登場した。
ノワール
声 - 山根綺
来大鉄道29616専用レイルロオド。かなり燃費が悪く、いつもお腹を空かせては涙を流している。性格は寡黙で真面目で鈍感。仕事以外では常に石炭を摘まんでいるが、木炭や練炭では腹痛を起こすことも。
なこ
声 - 島袋美由利
日楠鉄道DD51 75専用レイルロオド。平凡な量産機であるが、頑丈で故障知らずなのが取り柄。常に最先端技術の情報を集めており、正面からド正論を吐きまくる人間味を欠いた態度が「氷でできている」と陰口を叩かれやすい。しかし実のところ相当な情熱家であり、理想家。
とらこ
声 - 日高里菜
鹿兒島市営電鉄500形 512号電車専用レイルロオド。櫻島の火山灰で苦しんでいる姉妹を救うために散水車へと用途変更された。散水のエキスパートとして卓抜した働きを示す、この道と決めたらどこまでも突き進む求道者的性格の持ち主だが、普段はおおらか。名前の由来は虎縞のような髪色から。
切子
声 - 田所あずさ
伊万里鉄道C51 67専用レイルロオド。かつてはレイルロオドにしては大柄な体格がコンプレックスだったが、永崎の舞留山遊女から化粧の仕方や制服の着崩し方などを教えてもらったことから、もとより端麗だった容姿の活かし方を身につけるようになった。その遊女からもらったビードロを大切にしている。自身の戦争体験から、仕事も私生活もできるかぎり軽やかに楽しく行動しようと心掛けている。
海
声 - 本渡楓
松浦九洲線キハ58 568号機専用レイルロオド。他の姉妹と異なり、海色の瞳を持ってロールアウトした。世界初のマリンロオドになることを目標としている。レイルロオド仲間を大切にしており、よく他県の海のことを聞くことがある。漁師町の女将から教わった編み物が特技で、趣味はマリンレジャー全般。
むむむ
声 - 楠木ともり
くろがね鉄道D60 66専用レイルロオド。探偵じみた口調と物腰が特徴で、遺失物捜索に群を抜いた能力を示し、依頼を受けた遺失物を1件の例外を除き全て発見してみせた。

#### 「ゆめぐりASMR」で登場
あさひ
声 - 真田アサミ（ゆめぐりASMR）
『ゆめぐりASMR』で登場。木曾森林鉄道1号蒸気機関車専用レイルロオドで、マスターの育ての親。
マルロ
声 - 福原香織（ゆめぐりASMR）
『ゆめぐりASMR』で登場。釣子電鉄デハ801専用レイルロオド。
はるりんどう
声 - 金田朋子（ゆめぐりASMR）
『ゆめぐりASMR』で登場。箱猫登山鉄道チキ2形110号機専用レイルロオド。

### テレビアニメ

#### あらすじ（アニメ）
第1期
正和63年10月、蒸気機関車8620とそのレイルロオド・ハチロクとを主役に据えた観光振興により、疲弊した経済の立て直しを見事成功させ鉄道復興の聖地となった御一夜市。正和64年、さらなる復興への機運や全国の鉄道事業者・まいてつたちの交流を盛り上げるべく、『第一回まいてつ祭』の開催を企画。全国から集まったレイルロオド達は人間達の連日の会議に刺激され、「自分たちも何かをしたい」と意気投合、レイルロオド「すずしろ」を中心に「レイルロオドサミット」を主催。まいてつ祭へ更なる彩りを加えるべく知恵を絞っていく。
第2期
第2回レイルロオドサミットが開催された。そこでのテーマは昨今のASMRブームの広がりに寄り添った『沿線の魅力を音で伝える』こと。「ここ御一夜で、実地で学べばよいのです」という司会のすずしろの言に従い、レイルロオドたちはそれぞれの「録りたい音」を収めるべく、フィールドレコーディングへと向かう。

#### スタッフ
|                                  | 第1期                         | 第2期                                 |
| -------------------------------- | ----------------------------- | ------------------------------------- |
| 原作                             | Lose                          | RaRo                                  |
| キャラクター原案                 | cura                          | cura、田上俊介                        |
| 原案・シリーズ構成 企画（第2期） | 進行豹                        | 進行豹                                |
| 総監督（第1期） 監督（第2期）    | ひらさわひさよし              | 箙みちる                              |
| 脚本                             | 元村洸一                      | 進行豹                                |
| ナレーション                     | 千葉繁                        |                                       |
| キャラクターデザイン 総作画監督  | 野口孝行                      | 佐藤天昭                              |
| 美術監督                         | マメ                          | 緒方剛                                |
| 美術設定                         | マメ、直井隼人                | 三浦智                                |
| 色彩設計                         | N/A                           | 加島優生                              |
| 撮影監督                         | 林幸司                        | 宮坂凌平                              |
| 音響監督                         | ひらさわひさよし              | 小泉紀介                              |
| 音響制作                         | Cloud22                       | ビットグルーヴプロモーション          |
| 音楽                             | 酒井陽一                      | 酒井陽一                              |
| 音楽プロデューサー               | 田中統英                      | 田中統英                              |
| 音楽制作                         | AYUMI ONE.                    | AYUMI ONE.                            |
| 制作協力                         | アムモ98                      | N/A                                   |
| プロデューサー                   | to                            | N/A                                   |
| アニメーション プロデューサー    | 藤川仁志                      | 大上裕真                              |
| アニメーション制作               | サエッタ                      | 横浜アニメーションラボ クラウドハーツ |
| 製作                             | レヱル・ロマネスク 制作委員会 | レヱル・ロマネスク2 制作委員会        |

#### アニメ主題歌（第1期）
「Wonderful Rail」（第1話〜4話・第12話）
歌：Ayumi. / 作詞・作曲・編曲：西坂恭平 from STRIKERS
「Singing Wheel」（第5話〜8話）
歌：櫻川めぐ / 作詞・作曲・編曲：西坂恭平 from STRIKERS
「Bon Voy@ge!」（第9話〜11話）
歌：新海雅代 / 作詞：joru from STRIKERS / 作曲・編曲：折倉俊則 from STRIKERS AYUMI ONE.

#### アニメ主題歌（第2期）
「pas @ pas!」
歌：Ayumi. / 作詞：joru from STRIKERS / 作曲・編曲：西坂恭平 from STRIKERS
「Snow Ephemeral」
歌：かにこ（田中理恵） / 作詞：ハラユカ。 from STRIKERS / 作曲・編曲：折倉俊則 from STRIKERS
「チェスト！」
歌：とらこ（日高里菜） / 作詞：ハラユカ。 from STRIKERS / 作曲・編曲：西坂恭平 from STRIKERS
「Nattitude」
歌：なこ（島袋美由利） / 作詞：joru from STRIKERS / 作曲・編曲：折倉俊則 from STRIKERS
「6tekiQ.E.D」
歌：むむむ（楠木ともり） / 作詞：joru from STRIKERS / 作曲・編曲：折倉俊則 from STRIKERS
「growlin' world」
歌：ノワール（山根綺） / 作詞：joru from STRIKERS / 作曲・編曲：折倉俊則 from STRIKERS
「びいどろ」
歌：切子（田所あずさ） / 作詞：ハラユカ。 from STRIKERS / 作曲・編曲：西坂恭平 from STRIKERS
「Marine Side Dream」
歌：海（本渡楓） / 作詞：ハラユカ。 from STRIKERS / 作曲・編曲：西坂恭平 from STRIKERS

#### 各話リスト
| 話数   | サブタイトル                 | 絵コンテ         | 演出             | 作画監督                                                   | 初放送日       |       |       |       |       |       |       |       |       |       |       |       |       |       |       |       |       |       |       |       |
| 第1期  | 第1期                        | 第1期            | 第1期            | 第1期                                                      | 第1期          | 第1期 | 第1期 | 第1期 | 第1期 | 第1期 | 第1期 | 第1期 | 第1期 | 第1期 | 第1期 | 第1期 | 第1期 | 第1期 | 第1期 | 第1期 | 第1期 | 第1期 | 第1期 | 第1期 |
| ------ | ---------------------------- | ---------------- | ---------------- | ---------------------------------------------------------- | -------------- | ----- | ----- | ----- | ----- | ----- | ----- | ----- | ----- | ----- | ----- | ----- | ----- | ----- | ----- | ----- | ----- | ----- | ----- | ----- |
| 第1話  | レイルロオドサミット、開幕す | オータカイチロー | オータカイチロー | 鶴田愛 山根あおい 辻司 LAZZ 浅井沼 眠太 平山友理           | 2020年 10月3日 |       |       |       |       |       |       |       |       |       |       |       |       |       |       |       |       |       |       |       |
| 第2話  | 運命のグルウプ分け           | オータカイチロー | オータカイチロー | 鶴田愛 山根あおい 辻司 LAZZ 浅井沼 眠太 平山友理           | 10月10日       |       |       |       |       |       |       |       |       |       |       |       |       |       |       |       |       |       |       |       |
| 第3話  | 分科会、始まる               | 日下雄一朗       | 近橋伸隆         | 山根あおい 辻司 LAZZ 浅井沼 眠太 平山友理                  | 10月17日       |       |       |       |       |       |       |       |       |       |       |       |       |       |       |       |       |       |       |       |
| 第4話  | 布製品と昆虫                 | オータカイチロー | 近橋伸隆         | 山根あおい 辻司 LAZZ 浅井沼 眠太 平山友理                  | 10月24日       |       |       |       |       |       |       |       |       |       |       |       |       |       |       |       |       |       |       |       |
| 第5話  | 永遠のライバル               | オータカイチロー | 久保太郎         | 野道佳代 山根あおい 辻司 LAZZ 浅井沼 眠太 平山友理         | 10月31日       |       |       |       |       |       |       |       |       |       |       |       |       |       |       |       |       |       |       |       |
| 第6話  | 熱き切磋琢磨                 | オータカイチロー | 久保太郎         | 鶴田愛 辻司 平山友理                                       | 11月7日        |       |       |       |       |       |       |       |       |       |       |       |       |       |       |       |       |       |       |       |
| 第7話  | トップスタァ登場す           | オータカイチロー | 東亮佑           | 山根あおい 辻司 浅井沼 平山友理 江尻隆秀 紺野みすみ        | 11月14日       |       |       |       |       |       |       |       |       |       |       |       |       |       |       |       |       |       |       |       |
| 第8話  | トンネルを往く者             | オータカイチロー | 東亮佑           | 山根あおい 辻司 浅井沼 平山友理 江尻隆秀 紺野みすみ        | 11月21日       |       |       |       |       |       |       |       |       |       |       |       |       |       |       |       |       |       |       |       |
| 第9話  | 名物かかあ参上               | 鶴田愛           | 久保太郎         | 鶴田愛 山根あおい 辻司 浅井沼 平山友理 江尻隆秀 紺野みすみ | 11月28日       |       |       |       |       |       |       |       |       |       |       |       |       |       |       |       |       |       |       |       |
| 第10話 | 花開くセンス                 | 鶴田愛           | 久保太郎         | 鶴田愛 山根あおい 辻司 浅井沼 平山友理 江尻隆秀 紺野みすみ | 12月5日        |       |       |       |       |       |       |       |       |       |       |       |       |       |       |       |       |       |       |       |
| 第11話 | 癒しの天然温泉               | 鶴田愛           | オータカイチロー | 山根あおい 辻司 浅井沼 平山友理 江尻隆秀 紺野みすみ        | 12月12日       |       |       |       |       |       |       |       |       |       |       |       |       |       |       |       |       |       |       |       |
| 第12話 | 出発！進行！                 | 鶴田愛           | オータカイチロー | 山根あおい 辻司 浅井沼 平山友理 江尻隆秀 紺野みすみ        | 12月19日       |       |       |       |       |       |       |       |       |       |       |       |       |       |       |       |       |       |       |       |
| 第2期  |                              |                  |                  |                                                            |                |       |       |       |       |       |       |       |       |       |       |       |       |       |       |       |       |       |       |       |
| 第1話  | レコオディング・レイルロオド | 頂真司           | 小林公二         | 佐藤天昭 應地隆之介                                        | 2023年 10月6日 |       |       |       |       |       |       |       |       |       |       |       |       |       |       |       |       |       |       |       |
| 第2話  | 御一夜の海                   | 頂真司           | 小林公二         | -                                                          | 10月13日       |       |       |       |       |       |       |       |       |       |       |       |       |       |       |       |       |       |       |       |
| 第3話  | ベーコン、じゃり、じゃり     | 頂真司           | 小林公二         | -                                                          | 10月20日       |       |       |       |       |       |       |       |       |       |       |       |       |       |       |       |       |       |       |       |
| 第4話  | はじめての講評会             | 頂真司           | 小林公二         | 應地隆之介                                                 | 10月27日       |       |       |       |       |       |       |       |       |       |       |       |       |       |       |       |       |       |       |       |
| 第5話  | クマガワリサイクル           | 頂真司           | 橋本有加         | 嵩本樹 佐藤天昭                                            | 11月3日        |       |       |       |       |       |       |       |       |       |       |       |       |       |       |       |       |       |       |       |
| 第6話  | カジカガエルと蛍火と         | 頂真司           | 小林公二         | 吉井弘幸                                                   | 11月10日       |       |       |       |       |       |       |       |       |       |       |       |       |       |       |       |       |       |       |       |
| 第7話  | 第二回 講評会                | 頂真司           | 小林公二         | 應地隆之介                                                 | 11月17日       |       |       |       |       |       |       |       |       |       |       |       |       |       |       |       |       |       |       |       |
| 第8話  | ラフトボートとかわひらた     | 頂真司           | 小林公二         | 應地隆之介 佐藤天昭                                        | 11月24日       |       |       |       |       |       |       |       |       |       |       |       |       |       |       |       |       |       |       |       |
| 第9話  | てつチャリ！                 | 頂真司           | 小林公二         | -                                                          | 12月1日        |       |       |       |       |       |       |       |       |       |       |       |       |       |       |       |       |       |       |       |
| 第10話 | 決着!?録音対決！             | 頂真司           | 小林公二         | 應地隆之介                                                 | 12月8日        |       |       |       |       |       |       |       |       |       |       |       |       |       |       |       |       |       |       |       |
| 第11話 | 全員集合！                   | 頂真司           | 小林公二         | 應地隆之介                                                 | 12月15日       |       |       |       |       |       |       |       |       |       |       |       |       |       |       |       |       |       |       |       |
| 第12話 | 滝をみんなで                 | 頂真司           | 小林公二         | -                                                          | 12月22日       |       |       |       |       |       |       |       |       |       |       |       |       |       |       |       |       |       |       |       |
| 第13話 | みんなのおと                 | 頂真司           | 小林公二         | 阪野日香莉                                                 | 12月29日       |       |       |       |       |       |       |       |       |       |       |       |       |       |       |       |       |       |       |       |

### ASMRコンテンツ

#### 蓄音レヱル（第1期）
『レヱル・ロマネスク』スピンオフ企画としてASMR音声作品『蓄音レヱル』を2020年10月3日から毎週リリースした。かにこはこちらにテレビアニメ第2期より先行して登場している。
- 蓄音レヱル「すずしろ」（CV.上坂すみれ、2020年10月3日発売[89]）
- 蓄音レヱル「いよ」（CV.降幡愛、2020年10月10日発売[89]）
- 蓄音レヱル「りいこ」（CV.久保ユリカ、2020年10月17日発売[89]）
- 蓄音レヱル「紅」（CV.黒沢ともよ、2020年10月24日発売[89]）
- 蓄音レヱル「ラン」（CV.内田彩、2020年10月31日発売[89]）
- 蓄音レヱル「汽子」（CV.洲崎綾、2020年11月7日発売[89]）
- 蓄音レヱル「しろがね」（CV.上條千尋、2020年11月14日発売[89]）
- 蓄音レヱル「かかあ」（CV.永井真衣、2020年11月21日発売[89]）
- 蓄音レヱル「西瓜」（CV.伊ヶ崎綾香、2020年11月28日発売[89]）
- 蓄音レヱル「アルジェ」（CV.尾崎真実、2020年12月5日発売[90]）
- 蓄音レヱル「かにこ」（CV.田中理恵、2020年12月12日発売[91]）
- 蓄音レヱル「すずしろ 〜万岡〜」（CV.上坂すみれ、2020年12月19日発売[92]）

2020年12月19日発売の12作目「すずしろ 〜万岡〜」では、万岡鉄道のモデルになった真岡鐵道の協力のもと、同社のC12形による営業運転中の運転室内での音源収録も行われた。特典コンテンツの「万岡鉄道車内放送 上り、下り」は、すずしろ役の上坂すみれにより実際の真岡鐵道の列車ダイヤに合わせて収録された。

#### かさなる・おさんぽ・ゆめぐりASMR
『まいてつ』本編登場のキャラクター、および初登場のレイルロオドとの触れ合いを主軸としたASMRコンテンツ『かさなるASMR』『おさんぽASMR』『ゆめぐりASMR』が展開されている。
- かさなるASMR（日々姫）（CV.朋永真季、2021年4月1日発売）[94]
- かさなるASMR（ポーレット）（CV.前田恵、2021年6月3日発売）[95]
- かさなるASMR（ふかみ）（CV.永井真衣、2021年8月5日発売）[96]
- かさなるASMR（みくろ）（CV.桐村まり、2021年10月21日発売）[97]
- おさんぽASMR（凪）（CV.八神よつば、2022年3月3日発売）[98]
- ゆめぐりASMR（ニイロク）（CV.大沢りん、2022年3月31日発売）[99]
- おさんぽASMR（稀咲）（CV.眞田朱音、2022年4月28日発売）[100]
- かさなるASMR（真闇）（CV.瑞沢渓、2022年6月2日発売）[101]
- ゆめぐりASMR（あさひ）（CV.真田アサミ、2022年7月7日発売）[102]
- ゆめぐりASMR（マルロ）（CV.福原香織、2022年11月10日発売）[103]
- ゆめぐりASMR（はるりんどう）（CV.金田朋子、2022年11月24日発売）[104]

#### 蓄音レヱル（第2期）・ASMR of Rail Works
第2期では10月6日以降毎週ASMRがリリースされ、2024年1月9日までの期間限定で発売時点での最新話が付属していた。
- 蓄音レヱル「なこ」（CV.島袋美由利、2023年8月25日発売[105]）
- 蓄音レヱル「切子」（CV.田所あずさ、2023年8月25日発売[106]）
- ASMR of Rail Works「むむむ」（CV.楠木ともり、2023年8月25日発売[107]）
- 蓄音レヱル「れいな」（CV.門脇舞以、2023年9月15日発売[108]）
- 蓄音レヱル「かにこ」（CV.田中理恵、2023年10月6日発売[109]）
- 蓄音レヱル「海」（CV.本渡楓、2023年10月13日発売[110]）
- 蓄音レヱル「ノワール」（CV.山根綺、2023年10月20日発売[111]）
- 蓄音レヱル「西瓜」（CV.伊ヶ崎綾香、2023年10月27日発売[112]）
- ASMR of Rail Works「とらこ」（CV.日高里菜、2023年11月3日発売[113]）
- ASMR of Rail Works「切子」（CV.田所あずさ、2023年11月10日発売[114]）
- ASMR of Rail Works「海」（CV.本渡楓、2023年11月17日発売[115]）
- 蓄音レヱル「むむむ」（CV.楠木ともり、2023年11月24日発売[116]）
- ASMR of Rail Works「なこ」（（CV.島袋美由利、2023年12月1日発売[117]）
- ASMR of Rail Works「ノワール」（CV.山根綺、2023年12月8日発売[118]）
- 蓄音レヱル「とらこ」（CV.日高里菜、2023年12月15日発売[119]）
- ASMR of Rail Works「かにこ」（CV.田中理恵、2023年12月22日発売[120]）
- 蓄音レヱル「すずしろ」（CV.上坂すみれ、2023年12月29日発売[121]）

### ラジオ番組（レヱル・ロマネスク）
2020年7月4日より9月26日まで文化放送および超!A&G+のラジオ番組「A&G TRIBAL RADIO エジソン」内のフロート番組として『上坂すみれのレヱル・ロマネスクラヂオ』が放送・配信されていた。時間は毎週土曜日21:45頃-21:54頃。アニメ版の先行告知番組として位置付けられており、すずしろ役の上坂すみれが文化鉄道「レヱル・ロマネスク號」の車掌という設定でパーソナリティを務め、レヱル・ロマネスクに登場するキャラクターの担当声優が「レヱル・ロマネスク號」の乗客という設定で月ごとにゲスト出演していた。

### コラボレーション（レヱル・ロマネスク）
『レヱル・ロマネスク』の放送開始記念コラボレーションとして、2020年10月3日から12月13日まで真岡鐵道「SLもおか」のC12形66号機に「すずしろ」のヘッドマークが掲出された。
2020年12月26・27日には真岡鐵道真岡駅 - 茂木駅間でSL貸切列車「SLすずしろ号」が運転され、すずしろ役の上坂すみれによる録音車内アナウンスが放送されたほか、しろがね役の上條千尋、かかあ役の永井真衣がゲストとして乗車した。1日目にしろがね役の上條千尋が、2日目にかかあ役の永井真衣がそれぞれ乗車している。
2021年6月13日から9月30日に実施された『ステーションメモリーズ!』（駅メモ！）とのコラボレーションでは、ガチャで獲得可能な「でんこ」としてすずしろ、ラン、しろがね、ハチロク、れいなが実装されたほか、真岡駅や高崎駅など蒸気機関車にゆかりのある7つの対象駅へのチェックインで限定アイテムが入手可能なデジタルスタンプラリーイベントが実施された。

## ゲーム『レヱル・ロマネスク origin』
ゲーム『まいてつ -pure station-』の続編・完全版、『まいてつ Last Run!!』の全年齢移植版として、2023年12月21日にPlaystation 4およびNintendo Switch向けに発売された。2024年2月22日にはWindows 10・11対応のPC版も発売された。
ストーリーは12編に分けられており、これを1話あたり10分で読み終えることが可能な全443話に分割して構成された。ユーザーインターフェースも家庭用ゲーム機に合わせて調整されている。

### 主題歌・挿入歌（レヱル・ロマネスク Origin）
主題歌や挿入歌は『まいてつ』からの曲を含む28曲のボーカル曲が用意されている。
レヱル・ロマネスク Origin主題歌「ALL ABOARD」
歌：中恵光城 / 作詞：永原さくら / 作曲：佐久間きらら / 編曲：関根佑樹

## 騒動

### くま川鉄道応援切符の発売中止
本作のシナリオライター進行豹が熊本地震からの復興支援のため、ユーザーを集め、くま川鉄道を走らせたところ、同社社長とのコンタクトを受け、くま川鉄道応援切符（乗車券）の発売を企画、2016年10月8日に発売予定と発表された。Lose側は震災による減収分相当の400万円を寄付することを提案したが、くま川鉄道側は切符の販売により収益向上と集客利用に繋げたいとの思いがあり、両者の合意の上で切符発売の企画が進められることになった。
切符は1日乗車券5枚のセットで、くま川鉄道に在籍する5両の観光列車「田園シンフォニー」の車体色に合わせて色分けされ、それぞれにキャラクターの描き下ろしイラストが描かれていた。切符1枚毎に付くQRコードからアプリ「舞台めぐり」にアクセスすることでキャラクターのAR画像を読み込んでの写真撮影が可能であったほか、くま川鉄道を題材に制作された楽曲や車内放送が収録された『くま川鉄道特別応援CD』も付属する予定であった。
当初はオリジナルキャラクターの描き下ろしが検討されたが、売上が100万円に留まり震災減収分を補えないと推測された。既存の『まいてつ』キャラクターのデザインであれば1,000万円の売上が見込めるとしたが、将来のアニメ化やコンシューマ化の検討はあったものの当時は成人向け作品のため、1年半から2年半後にはコラボレーション可能ではないかとの提案がなされた。しかし、この提案では震災による減収を緊急で補えないという問題があった。
この結果、Loseとくま川鉄道の両社は『まいてつ』のゲーム名や企業名・キャラクター名・イラストレーター名を使用せず『まいてつ』ユーザーにPRする方法として『くまてつ』の企画名で進め、『まいてつ』のキャラクターやロゴを改変しつつ「レイルロオド」の設定を生かしたオリジナルキャラクターを使用することとした。また、Loseからくま川鉄道のショップへの誘導は行うものの、くま川鉄道は通常通りの販売としてLoseへの誘導は行わないことで両社の合意が成立した。
ところが、人吉市と市議会議員らが「乗車券に使われているキャラクターが『まいてつ』のキャラクターに酷似している」と指摘したことで、市議会で問題視されるようになった。Loseは熊本地震からの復興のため無償（ロイヤリティフリー）で提供するなど協力的な姿勢をとっており、くま川鉄道が事前に国土交通省九州運輸局へ相談した際も「問題ない」との回答を受けていたが、「青少年の育成に問題があり、人吉市の責任にもなる」という理由で発売中止を決定した。
切符発売中止の代替として、Loseは当初提案であった震災による減収分相当の400万円の寄付をくま川鉄道に行うこととなり、2016年10月4日のくま川鉄道緊急取締役会で寄付の受け取りを可決、10月6日付で入金された。